# Абад Рохас, Вероника
Мария Вероника Абад Рохас (исп. María Verónica Abad Rojas; род. 14 ноября 1976, Куэнка) — эквадорский бизнес-тренер и политический деятель, вице-президент Эквадора, избранная в ходе выборов 2023 года. В 2023 году она была кандидатом на пост мэра Куэнки, а до этого работала над международными проектами по поддержке предпринимательства молодёжи и женщин.

## Ранний период жизни
Родилась в Куэнке. Она принадлежит к семье музыкантов, в которой провела своё детство, занимаясь балетом и играя на музыкальных инструментах, таких как фортепиано и скрипка.
Она училась, но не закончила бизнес-администрирование. Затем она прошла несколько краткосрочных курсов в качестве тренера по предпринимательству в Сантьяго-де-Чили, политической стратегии в Фонде свободы имени Фридриха Наумана в Гуммерсбахе, Германия, инноваций и технологий в Институте друзей Сиона, Иерусалим.

## Политическая карьера
Абад начала заниматься политикой, когда приняла участие в местных выборах в Эквадоре в 2006 году. Позже она стала основательницей Сети женщин-директоров и работала над международными проектами по поддержке предпринимательства, особенно молодёжи и женщин.
С 2020 по 2022 год работала в Министерстве по борьбе с детским недоеданием.
На местных выборах в Эквадоре в 2023 году Абад была кандидатом на пост мэра Куэнки от движения «АМИГО». 

### Вице-президент
На всеобщих выборах позднее в том же 2023 году Абад стала напарником кандидата в президенты Даниэля Нобоа. Баллотируясь от партии «Национальное демократическое действие», они неожиданно вышли во второй тур выборов.
После её избрания вице-президентом в 2023 году первое официальное поручение Вероники Абад было весьма напряжённым. Президент Даниэль Нобоа назначил её Специальным посланником по вопросам мира в Израиле, которому поручено содействовать диалогу и деэскалации напряжённости после конфронтации в Газе в 2023 году. Таким образом он фактически дистанцировал её от своей администрации. 4 декабря президент Нобоа официально назначил её посланником Эквадора по вопросам мира в Израиле. Она прибыла в дипломатическую миссию 10 декабря.
И Нобоа, и Рохас дистанцировались друг от друга с момента инаугурации, причём Рохас начала личные нападки на Нобоа, в то время как администрация Нобоа выступила против нескольких спорных комментариев Рохас. В мае 2024 года Нобоа зарегистрировался для переизбрания на выборах 2025 года однако отказался назначать Абад Рохас своим напарником. В августе 2024 года Нобоа назвал Марию Хосе Пинто Гонсалес Артигас своим новым напарником.
В марте 2024 года министерство юстиции Эквадора задержало сына Абад Рохас в рамках продолжающегося расследования в отношении торговли влиянием в офисе вице-президента. В результате администрация Нобоа попыталась объявить импичмент Рохас в июне 2024 года, однако резолюция не была принята, поскольку в Национальном собрании было подано 47 голосов «за», что меньше необходимых для объявления импичмента 92 голосов.
9 ноября 2024 года она была отстранена от должности вице-президента на 150 дней министерством труда по приказу президента Даниэля Нобоа, за невыполнение приказа о поездке в Турцию из-за роста напряженности в секторе Газа. В ответ Абад Рохас назвала правительство Нобоа «авторитарным» и подала иск против 150-дневного отстранения. Нобоа назначил секретаря национального планирования Сариху Мойю исполняющей обязанности вице-президента.
23 декабря Конституционный суд удовлетворил защитный иск, поданный вице-президентом Абад, объявив её отстранение от должности недопустимым и восстановил её в должности. В этот же день президент Нобоа поручил Абад отправиться в Турцию «для содействия развитию экономических отношений Эквадора с правительством этой страны».
2 января 2025 года Нобоа вновь назначил Мойю исполняющей обязанности вице-президента до 22 января или до того момента, пока Вероника Абад Рохас не прибудет в посольство Эквадора в Турции в соответствии с поручением президента Нобоа. Уже 4 января президент Нобоа отменил свой указ и вместо него издал новый, назначив на должность вице-президента секретаря государственного управления Синтию Геллиберт, которая продолжала работу в должности до 17 марта.
30 марта 2025 года Нобоа вновь отстранил Абад Рохас, назначив Синтию Геллиберт исполняющей обязанности вице-президента до 24 мая.

## Юридические проблемы
27 февраля 2025 года судья Суда по избирательным спорам (СИС) Гильермо Ортега вынес Абад приговор за политическое гендерное насилие в отношении министра иностранных дел Габриэлы Зоммерфельд. Приговор включал двухлетнее лишение политических прав и штраф в размере 30 базовых окладов (примерно 14 100 долларов США). 24 марта полный состав СИС отклонил апелляцию Абад и оставил в силе вынесенное против неё решение.

## Политические позиции
Абад выступает против абортов, прав ЛГБТК+ и феминизма 4-й волны. Она утверждает, что защищает свободу вероисповедания, права личности, частную собственность, малое правительство и свободный рынок. Она также проявляла симпатию к ультраправым политикам и политическим партиям, таким как Дональд Трамп, Жаир Болсонару и испанская партия «Голос».

## Личная жизнь
Она мать троих детей и бабушка. Абад — христианка.

### Комментарии
1. ↑  Отстранена:
· 9 ноября — 23 декабря 2024
· 2 января — 17 марта 2025
· 30 марта — 24 мая 2025